# Łankiejmy
Łankiejmy [wanˈkʲɛi̯mɨ] (deutsch Langheim) ist ein Dorf in Polen in der Woiwodschaft Ermland-Masuren.  Es gehört zum Powiat Kętrzyński (Kreis Rastenburg) in der Stadt- und Landgemeinde Korsze (Korschen).

## Geographische Lage
Łankiejmy liegt am Flüsschen Zaine (polnisch Sajna) im nördlichen Polen in der historischen Region Ostpreußen, etwa 23 Kilometer südlich der polnischen Staatsgrenze zur russischen Oblast Kaliningrad. Benachbarte Dörfer sind Sarkajmy (Scharkeim), im Osten Długi Lasek (Langwäldchen), im Süden Suśnik (Sußnick) und im Westen Kowalewo Małe (Wotterkeim) sowie Kowalewo Duże (Vorwerk Wotterkeim). Bis zur Kreisstadt Kętrzyn (deutsch Rastenburg) sind es 21 Kilometer in südöstlicher Richtung.

## Geschichte

### Ortsname
Der Name „Langheim“ / „Łankiejmy“ stammt aus dem Altpreußischen: „Lanka“ bedeutet „Wiese“ und „kaym“ bedeutet „Dorf“.

### Ortsgeschichte

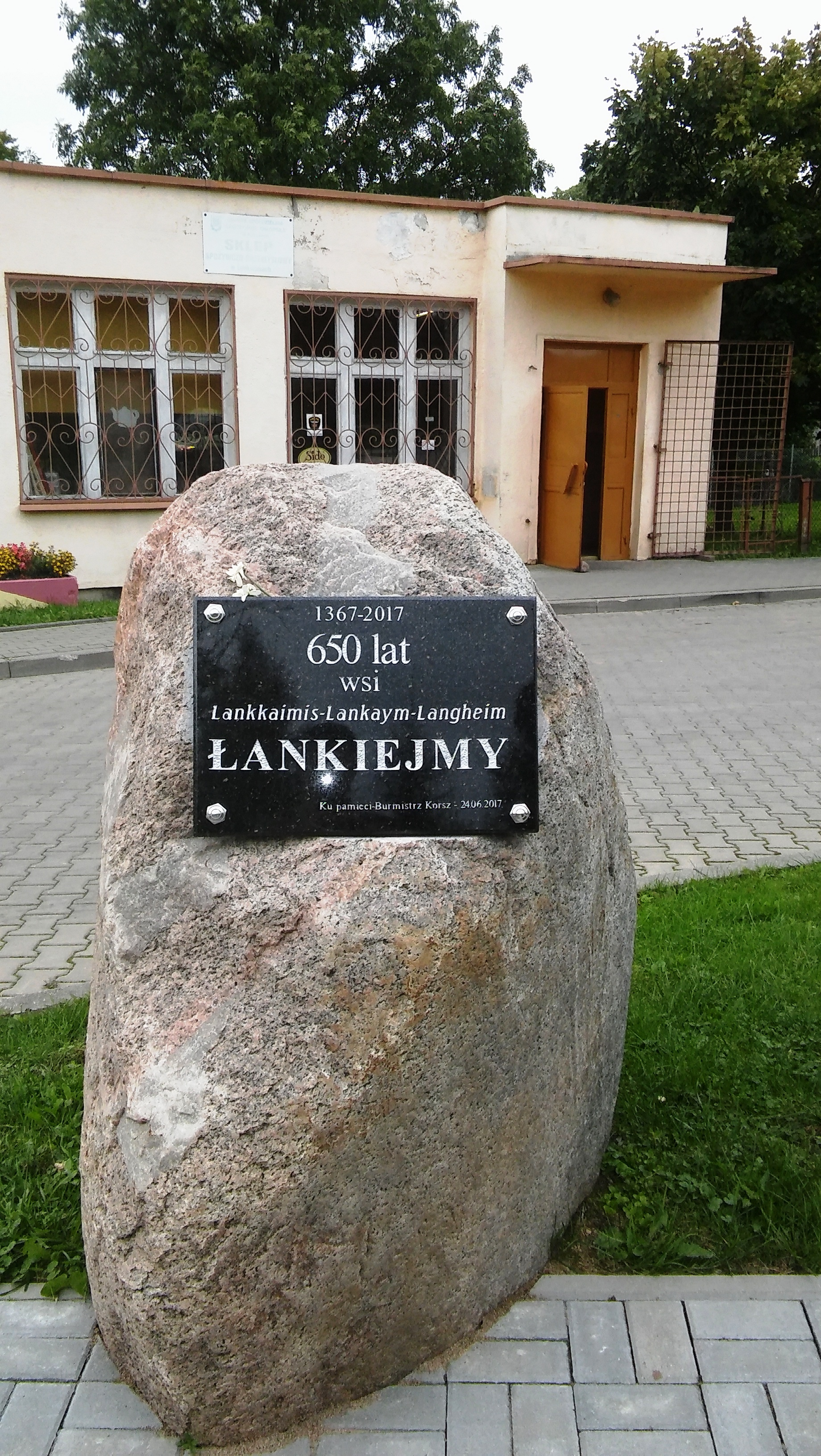
Gedenkstein zum 650-jährigen Bestehen des Dorfes

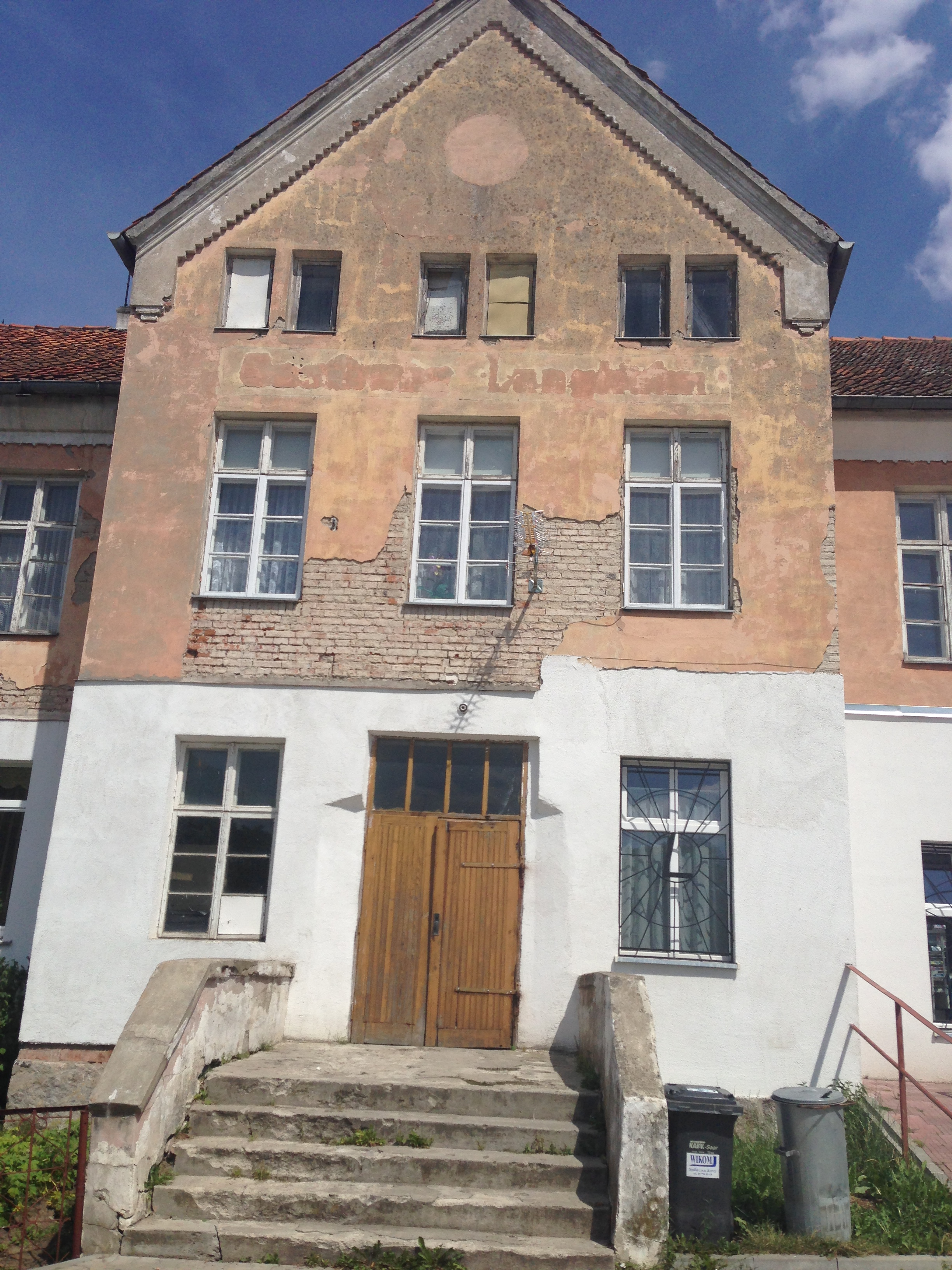
Ehemaliges „Gasthaus Langheim“ (alter Schriftzug noch gut erkennbar) in Łankiejmy

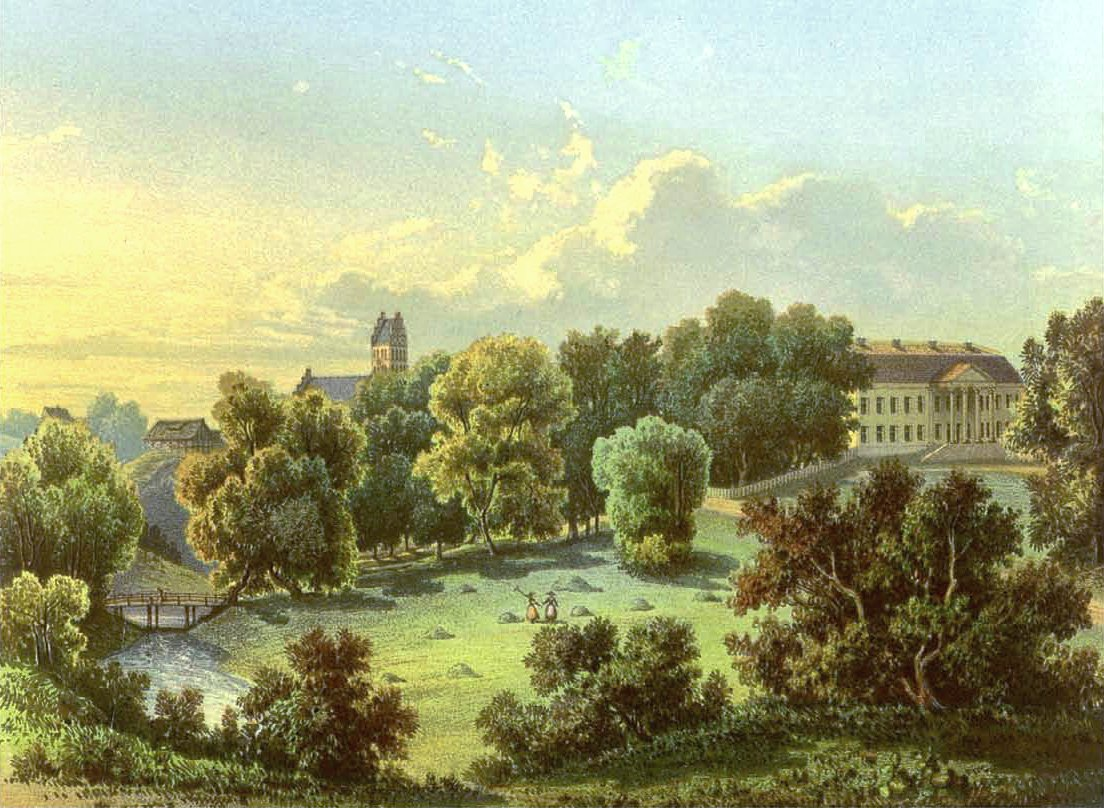
Schloss Langheim um 1680 in der Sammlung Alexander Duncker

Die Handfeste erhielt Langheim im Jahr 1367 vom Hochmeister des Deutschen Ordens Winrich von Kniprode. Der Lokator Hans Straupe erhielt 74 Włóka Land zur Anlage des Ortes nach Kulmer Recht. Vermutlich gab es an der Stelle des Dorfes bereits zuvor eine prußische Siedlung.
Zwischen 1375 und 1400 wurde eine gotische Kirche errichtet. Um die Wende vom 15. zum 16. Jahrhundert wurde ein Kirchturm errichtet. Im 16. Jahrhundert gehörten die Dörfer Gudniki (Gudnick) und auch Scharkeim (Sarkajmy) zur Pfarrei Langheim.
Bis ins 16. Jahrhundert gehörte das Dorf der Familie Truchseß von Wetzhausen. Vier Grabmale der Familie befinden sich im Kirchturm. Heinrich Wilhelm von der Groeben, Besitzer des Gutes Ponarien, erwarb 1728 das Dorf und ließ hier unter anderem die Familiengruft anlegen.
Nach dem Tod Heinrich Wilhelms im Jahr 1729 losten seine vier Söhne das Erbe aus. Das Gut wurde Wilhelm Ludwig von der Groeben (1710–1785) zugeschlagen. Dieser blieb unverheiratet und brachte 1742 sein Vermögen in eine Familienstiftung ein, die allen Familienmitgliedern der Familie Groeben ein standesgemäßes Leben ermöglichen sollte. Ausdrücklich ausgeschlossen waren Nichtsnutze und Faulpelze; in schweren Fällen sollte der Ausschluss vollständig sein. Auf der Basis von Leistungen nach dem Lastenausgleichsgesetz und etwas Restvermögen im Raum Berlin besteht die als gemeinnützig anerkannte Familienstiftung noch heute.
Langheim wurde am 30. April 1874 ein Amtsdorf und damit namensgebend für einen neu errichteten Amtsbezirk. Er bestand bis 1945 und gehörte zum Kreis Rastenburg im Regierungsbezirk Königsberg in der preußischen Provinz Ostpreußen und wurde anfangs von acht Dörfern, am Ende noch von sechs Ortschaften gebildet.
Von 1798 bis 1805 wurde das Schloss errichtet. Als am 17. Januar 1818 ein Orkan Teile Ostpreußens verwüstete, wurde der Kirchturm zerstört. Der Turm wurde im selben Jahr wieder aufgebaut. Im Zweiten Weltkrieg wurde das Schloss abgebrannt. Im Januar 1945 nahm die Rote Armee die Gegend ein. Das Schloss brannte bis auf die Grundmauern nieder.
In der Folge des Krieges wurde Langheim als „Łankiejmy“ Teil Polens. Ab 1954 war das Dorf dann Sitz einer Gromada. 1970 gab es in Łankiejmy einen Kindergarten für 30 Kinder, eine achtklassige Grundschule und einen Medpunkt. 1973 wurde Łankiejmy Sitz eines Schulzenamtes (Sołectwo) in der Gemeinde Korsze. Zum Schulzenamt gehörten die Ortschaften Gnojewo  (deutsch Grützau), Kowalewo Małe (Wotterkeim) und Kowalewo Duże (Vorwerk Wotterkeim). In das Dorf, das 2011 insgesamt 541 Einwohner zählte, ist Dzierżążnik (Hartels) eingegliedert.

### Einwohnerzahlen
| Jahr | Anzahl |
| ---- | ------ |
| 1817 | 181    |
| 1910 | 789    |
| 1933 | 722    |
| 1939 | 733    |
| 1970 | 448    |
| 2011 | 541    |

### Amtsbezirk Langheim (1874–1945)
Der Amtsbezirk Langheim wurde am 30. April 1874 errichtet:
| Deutscher Name        | Polnischer Name | Bemerkungen                                 |
| --------------------- | --------------- | ------------------------------------------- |
| Gudnick               | Gudniki         |                                             |
| Heinriettenhof        | Wygoda          | 1928 nach Wendehnen eingemeindet            |
| Lablack               | Łabławki        |                                             |
| Langheim, Dorf        | Łankiejmy       |                                             |
| Langheim, Gut         |                 | 1928 in die Gemeinde Langheim eingegliedert |
| Sußnick               | Suśnik          |                                             |
| Wotterkeim            | Kowalewo Małe   | 1931 nach Langheim eingemeindet             |
| Zandersdorf           | Swędrówka       |                                             |
| ab 1883: Wendehnen    | Wandajny        |                                             |
| ab 1912: Sprenglienen |                 | 1928 nach Kremitten eingemeindet            |

Am 1. Januar 1945 bildeten den Amtsbezirk Langheim noch die Orte: Gudnick, Lablack, Langheim, Sußnick, Wendehnen und Zandersdorf.

## Kirche

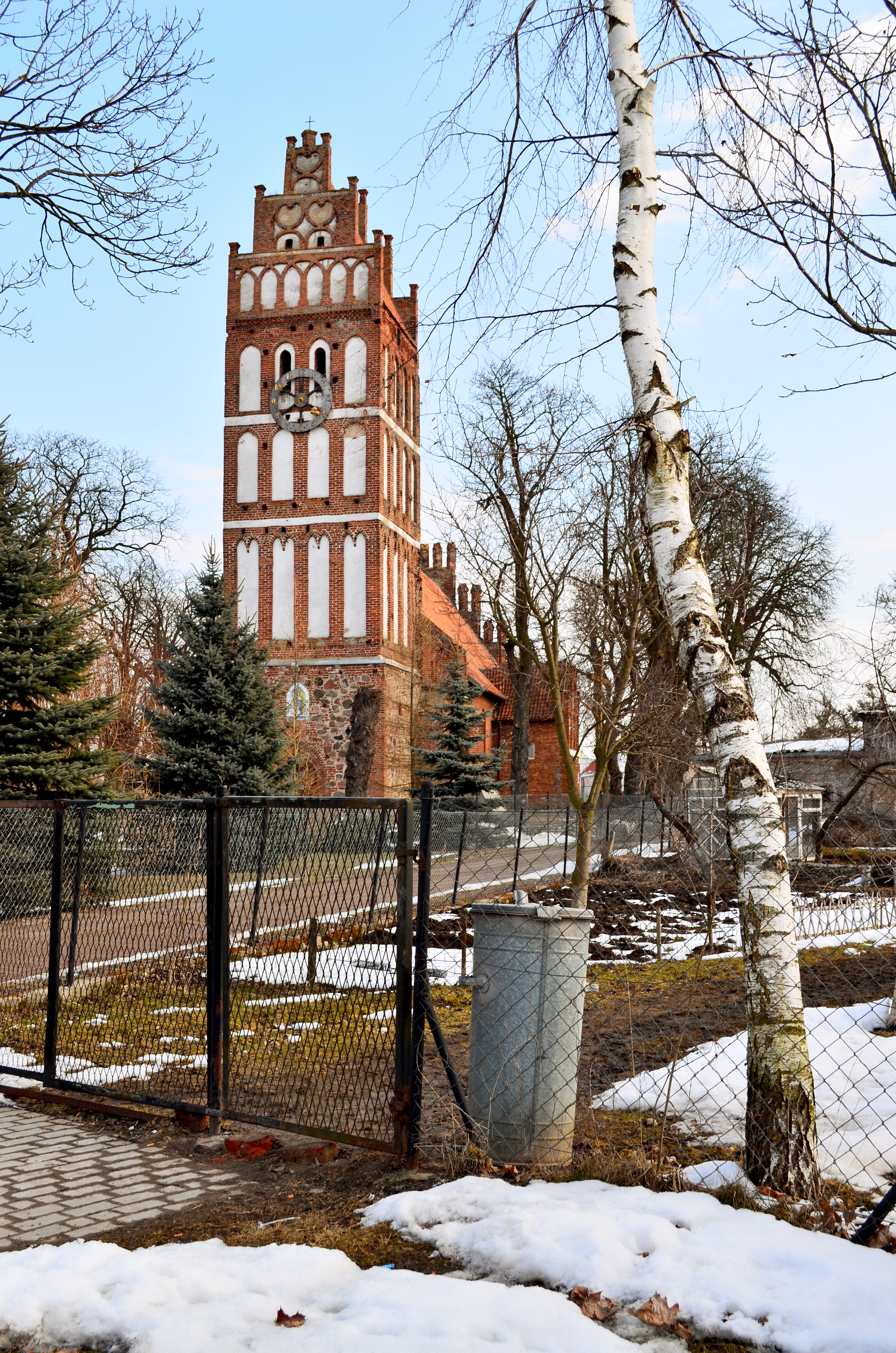
Die Kirche in Łankiejmy

Bereits am Ende des 14. Jahrhunderts wurde in Langheim die chorlose Kirche aus Feld- und Backsteinen errichtet, verziert mit einem Staffelgiebel an der Ostwand. Zwei Staffelgiebel erhielt dann der hundert Jahre später vorgesetzte Turm. Der einschiffige Innenraum der Kirche wird von einer trapezförmigen Holzdecke überzogen und ist reich an geschnitzten Emporen und Gestühl. Aus gotischer Zeit erhalten ist ein Kruzifix aus der Zeit um 1515. Eine Orgel erhielt die Kirche im Jahre 1822, angefertigt von Johann Scherweit aus Königsberg (Preußen).
Seit der Reformation war die Kirche bis 1945 ein evangelisches Gotteshaus. Nach dem Krieg entstand hier durch die Ansiedlung neuer polnischer Bürger eine katholische Gemeinde, und die Kirche ist heute deren gottesdienstliche Stätte. Seither trägt sie auch den Namen Johannes des Täufers.
Katholischerseits gehört Łankiejmy zum Dekanat Reszel (deutsch Rößel) im Erzbistum Ermland. Evangelischerseits ist jetzt die Johanneskirche in Kętrzyn (Rastenburg) gottesdienstliches Zentrum, ergänzt um die Filialkirche in Bartoszyce (Bartenstein) innerhalb der Diözese Masuren der Evangelisch-Augsburgischen Kirche in Polen.

## Verkehr

### Straße
Durch das Dorf führt in west-östlicher Richtung die Woiwodschaftsstraße 592 (einstige deutsche Reichsstraße 135). In westlicher Richtung mündet sie nach etwa 21 Kilometern in Bartoszyce (Bartenstein) in die Landesstraße 51. In östlicher Richtung führt die 592 nach etwa 25 Kilometern durch Kętrzyn (Rastenburg) bis nach Giżycko (Lötzen). In Łankiejmy enden zwei Nebenstraßen aus nordwestlicher Richtung von Dłużec Wielki (Groß Langwalde) bzw. aus südöstlicher Richtung von Trzeciaki (Dreihöfen).

### Schiene
Łankiejmy besitzt seit dem 27. Dezember 1871 – dem Tag der Eröffnung des Streckenabschnitts von Rothfließ (polnisch Czerwonka) nach Insterburg (russisch Tschernjachowsk) der Bahnstrecke Posen–Korsze – eine eigene Bahnstation. Bis 1945 war hier ein Bahnhof, der nach in einen Haltepunkt umfunktioniert worden ist. Zwischen 1945 und 1947 trug er den Namen „Długowola“, danach bis heute heißt er „Łankiejmy“.

### Luft
Der nächste internationale Flughafen ist der Flughafen Kaliningrad, welcher sich etwa 90 Kilometer nordwestlich auf russischem Hoheitsgebiet – und damit außerhalb der Europäischen Union mit den dadurch verbundenen Reiseproblemen – befindet. Der nächste internationale Flughafen auf polnischem Staatsgebiet ist der etwa 170 Kilometer westlich gelegene Lech-Wałęsa-Flughafen Danzig.

## Persönlichkeiten

### Aus dem Ort gebürtig
- Karl Nietzki (* 8. Februar 1813 in Langheim), evangelischer Theologe und Schriftsteller († 1861)
- Klaus von der Groeben (* 7. Januar 1902 in Langheim), Nestor der deutschen Verwaltungsgeschichte († 2002)
- Peter von der Groeben (* 19. Dezember 1903 in Langheim), Generalleutnant († 2002)
- Hans von der Groeben (* 14. Mai 1907 in Langheim), Diplomat († 2005)

### Mit dem Ort verbunden
- Matthäus Waissel (um 1540–1602), evangelischer Theologe, war von 1574 bis 1587 Pfarrer in Langheim
- Heinrich Wilhelm von der Groeben (1657–1729), Gutsbesitzer, deutscher Militär, starb am 30. August 1729 in Langheim